# Cicindela abdominalis
Cicindela (Cicindelidia) abdominalis – gatunek chrząszcza z rodziny biegaczowatych i podrodziny trzyszczowatych.
Gatunek ten opisany został w 1801 roku przez Johana Christiana Fabriciusa. W 1884 roku Franz G. Schaupp opisał jego odmianę C. a. var. scabrosa. Do rangi niezależnego gatunku, C. scabrosa, wyniósł ją w 1984 roku P. M. Choate w ramach rewizji grupy gatunkowej. Inna odmiana, C. a. var. floridiana, została opisana w 1939 roku przez Oscara L. Cartwrighta. Ona również doczekała się wyniesienia do rangi gatunku: C. floridiana. Dokonali tego w 2007 roku David Brzoska, C. Barry Knisley i Jeffrey Slotten, dzięki odkryciu nowej populacji. W 1838 roku Edward Newman opisał gatunek Cicindela ventralis (nazwa homonimiczna z gatunkiem opisanym w 1825 przez Pierre’a Dejeana), który został zsynonimizowany z C. abdominalis w 1916 przez E. D. Harrisa i C.W. Lenga. Z kolei opisany w 1913 roku przez T. L. Caseya podgatunek C. a. faceta został zsynonimizowany w 1915 roku przez Walthera H. R. Horna.
Chrząszcz ten ma przynajmniej kilka delikatnych szczecinek bocznych na przedpleczu, a jeśli ich brak to wzdłuż szwu pokryw widoczne jest punktowanie. Warga górna z dwoma szczecinkami środkowo-przednimi i dwoma bocznymi. Powierzchnia pokryw stosunkowo gładka, bez grubszych punktów. Episternity śródtułowia i zatułowia z położonymi szczecinkami. Odwłok od spodu rudawy, boki jego sternitów od I do IV pokryte położonymi szczecinkami. Odnóża przedniej pary o krętarzach pozbawionych szczecin przedwierzchołkowych. Odnóża tylne o udach krótkich; mniej niż ⅓ ich długości sięga za koniec ciała. Ostatni człon stóp znacznie dłuższy od pazurków.
Dorosłe spotykane są w cieplejszych miesiącach. Larwy rozwijają się w norkach.
Trzyszcz ten występuje we wschodnich Stanach Zjednoczonych. Podawany był z Alabamy, Delaware, Florydy, Georgii, Karoliny Południowej, Karoliny Północnej, Luizjany, Maryland, Massachusetts, New Jersey, Nowego Jorku, Pensylwanii i Wirginii. Na północ sięga do Long Island, na zachód do południowo-wschodniej Luizjany. Na Florydzie notowany z hrabstw: Alachua, Clay, Citrus, Dixie, Escambia, Franklin, Gadsden, Gilchrist, Hamilton, Lake, Levy, Liberty, Marion, Putnam, Suwanee, Taylor, Union, Volusia, Walton, Wakulla.